# Schirokopolje (Kaliningrad)
Schirokopolje (russisch Широкополье, deutsch Roppen) ist ein Ort in der russischen Oblast Kaliningrad. Er gehört zur kommunalen Selbstverwaltungseinheit Stadtkreis Selenogradsk im Rajon Selenogradsk.

## Geographische Lage
Schirokopolje liegt 22 Kilometer nordöstlich der Oblasthauptstadt Kaliningrad (Königsberg) und 12 Kilometer südöstlich der Kreisstadt Selenogradsk (Cranz) an einer Nebenstraße, die Chrabrowo (Powunden) mit Lugowskoje (Lobitten) verbindet. Eine Bahnanbindung besteht nicht.

## Geschichte
Der bis 1946 Roppen genannte Ort wurde 1469 gegründet und bestand 1945 eigentlich nur noch aus einem großen Hof. Im Jahre 1874 wurde das Gutsdorf Roppen in den neu errichteten Amtsbezirk Powunden eingegliedert und gehörte zum Landkreis Königsberg (Preußen) (1939 bis 1945 Landkreis Samland) im Regierungsbezirk Königsberg der preußischen Provinz Ostpreußen. Am 11. Januar 1896 kam die Ortschaft Roppen zur Landgemeinde Powunden und blieb ihr bis 1945 zugehörig.
Als Kriegsfolge kam das nördliche Ostpreußen mit Roppen 1945 zur Sowjetunion. Der Ort erhielt im Jahr 1950 die russische Bezeichnung Schirokopolje und wurde gleichzeitig dem Dorfsowjet Nowoselski selski Sowet im Rajon Gurjewsk zugeordnet. Später gelangte der Ort in den Muromski selski Sowet im Rajon Selenogradsk. Von 2005 bis 2015 gehörte Schirokopolje zur Landgemeinde Kowrowskoje selskoje posselenije und seither zum Stadtkreis Selenogradsk.

## Kirche
Roppen war bis 1945 aufgrund seiner überwiegend evangelischen Bevölkerung ein Ort im Kirchspiel Powunden (heute russisch: Chrabrowo). Das gehörte zum Kirchenkreis Königsberg-Land II in der Kirchenprovinz Ostpreußen der Kirche der Altpreußischen Union. Heute liegt Schirokopolje im Einzugsbereich der in den 1990er Jahren neu entstandenen evangelisch-lutherischen Gemeinde in Selenogradsk (Cranz), einer Filialgemeinde der Auferstehungskirche in Kaliningrad (Königsberg) in der Propstei Kaliningrad der Evangelisch-lutherischen Kirche Europäisches Russland.